# Ocean Wisdom
 (février 2020).
Si vous disposez d'ouvrages ou d'articles de référence ou si vous connaissez des sites web de qualité traitant du thème abordé ici, merci de compléter l'article en donnant les références utiles à sa vérifiabilité et en les liant à la section « Notes et références ».
Pour les articles homonymes, voir Wisdom.
Ocean Alexander Alouwishas Wisdom, plus connu sous le nom de Ocean Wisdom, né le 17 mai 1993 à Camden Town à Londres, est un rappeur britannique.
Son premier single Walkin a permis à ce rappeur de se faire connaitre. En effet, son débit de rap est encore plus rapide que dans le fameux titre de Eminem : Rap God qui a été acclamé pour la vitesse des paroles de l'artiste. Cette chanson est donc la source de la gloire de Ocean Wisdom.

## Biographie
Ocean Wisdom est né à Camden Town, Londres et réside désormais à Brighton à Londres. En 2015 il sort son plus grand succès : Walkin. Grâce à un débit de parole très rapide, il se fait connaitre et implante ses racines dans le monde évanescent du rap. Cette même année, il sort un EP (Extended play) le 20 août : Splittin 'the Racket.
En février 2016, il sort son premier album complet Chaos 93, produit par Dirty Dike, un des artistes de ce label. Cet album entre dans le classement officiel d'ITunes, autour de la 10ème place.
En février 2018, il sort cette fois ci son deuxième album : Wizville qui culmine au 39 rang des albums officiels du Royaume-Uni. Dans celui-ci, il fait des collaborations avec d'autres rappeurs connus tel que Dizzee Rascal, Method Man et Roots Manuva. Cet album est encore une fois un succès et l'une de ses chansons : Tom & Jerry sera présente dans la bande originale du jeu d'EA Sports, FIFA 19.
En mars 2019, après avoir sorti son dernier single Revvin sur le label High Focus Records, Ocean Wisdom forme son nouveau label discographique en coopération avec Warner Music : Beyond Measure. Il a depuis sorti trois singles sur le label, 4AM, Blessed et Breathin qui figurent tous sur son album Big Talk, Vol. 1.